# 19808 Елейнмакколл
19808 Елейнмакколл (19808 Elainemccall) — астероїд головного поясу, відкритий 24 вересня 2000 року.
Тіссеранів параметр щодо Юпітера — 3,353.